# 新城斷層
新城斷層（英語：Hsincheng Fault），是一條逆移斷層，具1萬年來曾活動之證據而被經濟部中央地質調查所列為第一類活斷層，新城斷層北段長約12公里，南段長約16公里。

## 概要
新城斷層是臺灣西北部之逆衝系統的前緣斷層之一，新城斷層在通過竹東丘陵以南，其斷層跡延伸到中港溪北岸，在上坪階地上形成一明顯的線形崖。在頭前溪以南之新城斷層，呈現東北至南北走向，新城斷層於頭前溪以南至中港溪這段有較好較多之地質證據，而於飛鳳山丘陵這段之地質證據則較不明確。新城斷層最近一次之地震發生約於300年以來，1811年與1815年之一的地震可能與新城斷層最近一次的活動有關。

## 地質
新城斷層露出之地層包含卓蘭層、楊梅層及大茅埔礫岩（頭嵙山層）、紅土臺地堆積層、階地堆積層及沖積層。新城斷層在頭前溪以北與以南之性質不同，在頭前溪以北之斷層上盤乃以砂岩層為主之楊梅層下段（照鏡段），下盤則以礫石層為主之楊梅層上段（照門段），斷層上下盤地層具岩性差異，僅在飛鳳山丘陵之新力里附近發現一處斷層露頭。新城斷層在頭前溪以南，上盤為卓蘭層，下盤則為紅土礫石層。